# 入江操

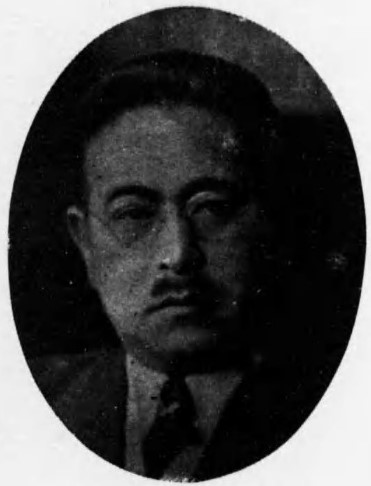
入江操

入江 操（いりえ みさお、1886年（明治19年）1月 - 1958年（昭和33年））は、栃木県宇都宮市長。東京市区長。

## 経歴
栃木県河内郡雀宮村（現在の宇都宮市）出身。日本大学法律科に入り、のち政治科に転じた。1910年（明治43年）、内務省に入り、栃木県属、河内郡長、上都賀郡長、下都賀郡長を歴任した。1926年（大正15年）に郡制が廃止された後は、政友本党政務調査主事、立憲民政党政務調査委員を経て、1930年（昭和5年）に新潟市助役に就任した。さらに東京市に入り、荏原病院事務長、世田谷区長、荏原区長、城東区長、本郷区長を務めた。
1940年（昭和15年）、宇都宮市長に選出され、1944年（昭和19年）まで務めた。
戦後、公職追放となった。